# Ciąg dalszy Kłamcy
Ciąg dalszy Kłamcy (fr. La Suite du Menteur) – komedia Pierre’a Corneille’a wystawiona w sezonie 1643/1644, stanowiąca kontynuację Kłamcy, oparta na komedii Lopego de Vegi.

## Data powstania utworu
Ciąg dalszy Kłamcy jest kolejną po Kłamcy sztuką, którą Corneille napisał z myślą o znakomitym aktorze komediowym Teatru Marais Jodelecie. Za pierwowzór posłużyła mu tym razem komedia hiszpańska Amar sin saber a quién Lopego de Vegi. Komedia została wystawiona na scenie teatru Marais w  sezonie 1644/1645 i cieszyła się dużym powodzeniem u publiczności, choć i widzom i autorowi bardziej podobał się Kłamca.

## Osoby
| Osoba    | Jej rola w dramacie                     |
| -------- | --------------------------------------- |
| Dorant   |                                         |
| Kliton   | sługa Doranta                           |
| Kleander | szlachcic z Lyonu                       |
| Melisa   | siostra Kleandra                        |
| Filist   | przyjaciel Doranta, zakochany w Melisie |
| Liza     | pokojówka Melisy                        |

## Treść
Akcja komedii rozgrywa się w Lyonie.

### Akt I
W dwa lat po ucieczce ze ślubnego kobierca Kliton odnajduje Doranta w więzieniu w Lyonie. Opowiada swemu panu, że po jego zniknięciu, jego narzeczona, Lukrecja, nie mogąc się doczekać jego powrotu, wyszła, robiąc dobrą minę do złej gry, za jego ojca. Po jakimś czasie ojciec Doranta zmarł, a wdowa wraz z krewniakami rozdrapała jego majątek. Kliton wyruszył więc na poszukiwanie swego pana. Dorant wyznaje słudze, że tak się przeraził małżeńskich więzów zaraz po zakończeniu studiów, że postanowił zażyć trochę wolności. Wiódł swobodny żywot we Włoszech, ale ostatnio popadł w tarapaty. Przybywszy do Francji był świadkiem pojedynku i został błędnie uznany za sprawcę śmierci jednego z pojedynkujących się i wtrącony do więzienia. Kliton nie wierzy opowieściom swego pana o jego przygodach, pamiętając jak zwodził ukochaną opowieściami o wojnie w Niemczech. W celi pojawia się Liza, która w imieniu swej pani, pragnącej zachować incognito, wręcza Dorantowi sto ludwików. Służąca wyznaje, że Dorant spodobał się jej pani i chce mu ona pomóc wydostać się z więzienia. Dorant przyjmuje pieniądze jako pożyczkę i z miejsca zakochuje się w tajemniczej nieznajomej. Kliton uprzedza go, że imię, przynajmniej w Paryżu ma zszargane. Nikt tam inaczej go nie określi niż jako kłamcę. Powstała nawet sztuka, zatytułowana Kłamca, która bardzo wiernie opowiadała o jego paryskich przygodach. Prewot przyprowadza Kleandra, podejrzanego o to, że był zabójcą w pojedynku, którego Dorant był świadkiem. Dorant jednak twierdzi, że go nie rozpoznaje. Kleander z wdzięczności obiecuje mu wydostać się z więzienia. Kliton, będąc świadkiem kolejnego kłamstwa swego pana nie wierzy, że wyleczył się on z manii kłamania, choć sam Dorant tłumaczy, że tym razem kierował nim wzgląd na ocalenie szlachetnego męża. Tymczasem wysyła swego sługę do mieszkającego w Lyonie swego przyjaciela Filista z prośbą o pomoc.

### Akt II

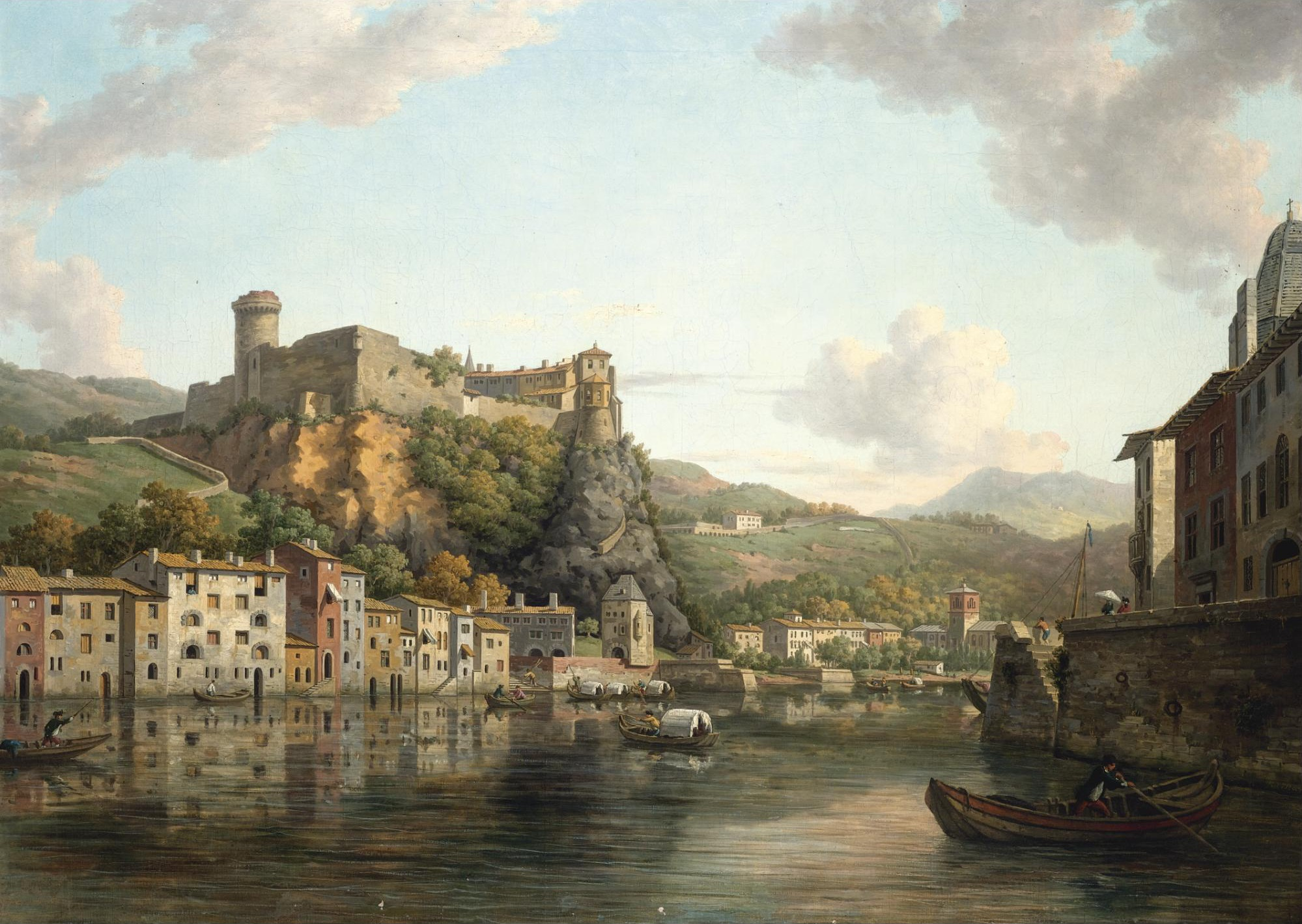
Château de Pierre Scize, więzienie lyońskie, w XVIII w.

Zakochanej w nieznajomym swej pani, Melisie, Liza opowiada o jego przymiotachː galanterii, bogactwie i paryskim pochodzeniu. Brat Melisy, Klitander opowiada jej o wielkodusznym zachowaniu Doranta w więzieniu, który choć cierpiał za Klitandra, nie wydał go prewotowi. Prosi siostrę, by wysłała uwięzionemu perły i diamenty, a sam zamierza podjąć kroki zmierzające do jego uwolnienia. Zakochana dziewczyna zamiast pereł posyła konfitury i swój portrecik. Liza pyta Melisę o jej stosunek do swego adoratora, Filista. Melisie wydaje się on zbyt dumny i wyniosły. Filist nie chce wierzyć w opowieść Doranta, pamiętając jego kłamstwa w Poitiers i Paryżu. Kliton przekonuje go jednak o przemianie swego pana i Filist zobowiązuje się podjąć starania o wydobycie Doranta z więzienia. Kliton studzi miłosne zapały Doranta, przekonując go, że tak miłosierna dama musi być brzydka i stara. Liza przynosi Dorantowi portret swej pani. Uwięzionemu udaje się wyprosić, by pozostawiła mu portret ukochanej do następnej wizyty. Liza zawiadamia Doranta, że jej pani odwiedzi go w nocy. Kliton podejrzewa, że nie chce, by się okazało jak bardzo oryginał różni się od portretu.

### Akt III
Kleander informuje Doranta o postępach starań Filista o jego uwolnienie. Zaprasza go też do swego domu. Dorant zwierza się nowemu przyjacielowi ze swej miłości do nieznajomej i pokazuje mu jej portret. Kleander wychodzi bez słowa z portretem w ręku. Więźnia odwiedza Liza ze swą siostrą i domaga się zwrotu portretu. Dorant prosi Lizę o przekazanie jej pani jego wyznania miłosnego. Towarzyszka Lizy jest oczarowana wyznaniem i pozwala się rozpoznać. Dorant poznaje swą ukochaną. Filist informuje Doranta, że już niedługo opuści więzienie. Dopytuje się co za kobiety odwiedziły go w celi. Dorant odpowiada, że przyszła do niego szwaczka, którą poznał we Włoszech. Kliton nie może się nadziwić jak jego pan łatwo kłamie.

### Akt IV

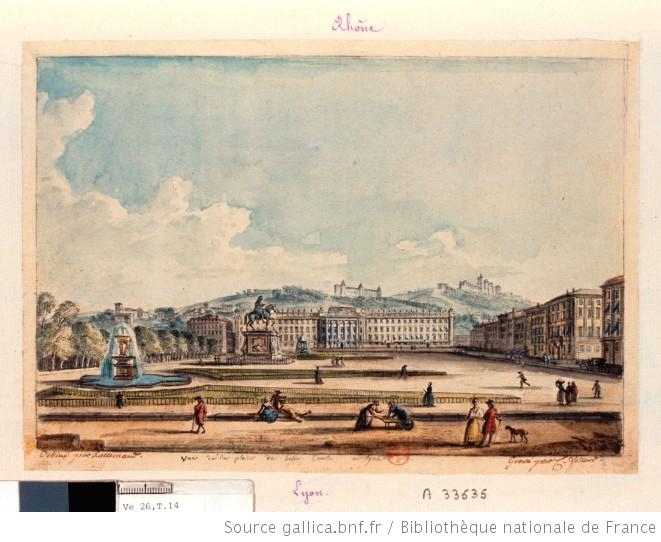
Plac Bellecour, przy którym mieszkała Melisa.

Kleander wstrząśnięty wyjawia siostrze, że widział u Doranta w celi jej portret. Melisa przyznaje, że sama go posłała do więzienia zgodnie z prośbą brata, by mu wysłała diamenty. Brat gani jej awanse względem młodzieńca, którego nie widziała i co do którego nie może być pewna czy ją pokocha. Melisa twierdzi, że wystarczy jej to co Kleander o nim powiedział. Liza gani Doranta za niedyskrecję. Filist wyprowadza nocą Doranta z więzienia i kieruje się pod okno Melisy, która w ciemności, bierze go za ukochanego. Kliton ratuje swego pana i wszczyna hałas. Filist biegnie mu na ratunek, podczas gdy Dorant wyrzuca ukochanej niestałość. Dziewczyna tłumaczy mu się z pomyłki i umawia się z nim następnego dnia u swego brata Kleandra. Filist żałuje straconej okazji, jeszcze nigdy Melisa nie była dlań tak miła. Dorant, domyślając się, że Filist jest zakochany w Melisie, wobec podjętych przez przyjaciela trudów dla uwolnienia go, chce się wycofać ze starań o ukochaną dziewczynę.

### Akt V
Kliton zaleca się do Lizy, gdy zjawia się Dorant i zawiadamia sługę o swym natychmiastowym wyjeździe. Melisa jest wstrząśnięta, podejrzewa, że Dorant był dla niej tak miły jak długo był w więzieniu, a obecnie chce jak najszybciej spotkać swą paryską kochankę, więcej w jego oczach wartą niż prowincjuszka. Dorant zapewnia ją o swej miłości i bólu, jaki mu sprawia konieczność opuszczenia jej, wreszcie przyparty do muru, wyznaje, że Filist dowiedziawszy się, że zamieszka u Kleandra, poprosił go, by wstawił się za nim u Melisy. Nie chcąc uchybić swej miłości, ani wdzięczności dla przyjaciela, Dorant postanowił wyjechać. Nadchodzi Filist z książką, którą chce pokazać Dorantowi i dowiaduje się o jego nagłym wyjeździe. Zapłakana Melisa wyjawia mu przyczyny decyzji Doranta. Oburzony Filist nakazuje mu pozwolić się zakuć w kajdany. Kleander wyznaje przed Filistem swą winę i ofiaruje się sam pójść do więzienia. Filist ma jednak w pamięci ucieczkę Doranta ze ślubnego kobierca i chodzi mu jedynie o kajdany małżeńskie. Dorant poślubi więc Melisę, Kleander – Klimenę, o którą pojedynkował się przeddwczoraj, a Kliton być może zdobędzie względy Lizy. Filist pokazuje Dorantowi książkę poświęconą jego przygodom sprzed dwóch lat zatytułowaną Kłamca. Zebrani zastanawiają się czy i obecnych ich przygód jakiś zdolny autor nie mógłby przerobić na komedię i wystawić w Paryżu przed królem.

## Analiza
W Ciągu dalszym Kłamcy Corneille kontynuuje przygody Doranta opowiedziane w poprzedniej komedii. Z tego powodu pozwala swym bohaterom w pierwszej scenie utworu opowiedzieć, co stało w ciągu dwóch lat, które minęły od zakończenia Kłamcy do rozpoczęcia Ciągu dalszego. Rozsiewa też po całym utworze szereg aluzji do poprzedniego utworu. Najpierw Kliton, potem Filist nie chcą uwierzyć w przemianę głównego bohatera. Kliton opowiada swemu panu o złej sławie, jaką zyskał w Paryżu po wystawieniu sztuki o jego przygodach i o przysłowiu, które ukutoː kłamie jakby wrócił z Poitiers. Pod koniec sztuki Filist zjawia się na scenie z egzemplarzem poprzedniej komedii, a zebrani zaczynają snuć rozważania o możliwości spisania również obecnych przygód ku pożytkowi ogółu. Jodelet znów zagrałby w niej Klitona, tak jak w poprzedniej. Z uwagi na treść hiszpańskiego pierwowzoru Kliton pozostaje w Ciągu dalszym jedyną postacią komiczną, bardziej w stylu hiszpańskiego gracioso, błaznującego i dokazującego, z czego autor tłumaczył się nieprzyzwyczajonemu do takich postaci widzowi francuskiemu. Dorant przechodzi przemianę, spowodowaną lekcją otrzymaną od życia i staje się postacią komedii po Arystotelesowsku wzniosłej, a nie tylko służącej rozbawieniu publiczności. Sztuka zachowuje zasadę trzech jedności w ten sam sposób, co i jej poprzedniczka, Akcja zaczyna się po południu pierwszego dnia i kończy rankiem dnia następnego. Miejscem akcji jest Lyonː więzienie i plac Bellecour.